# Paula Nicho Cumez
Paula Nicho Cumez (San Juan Comalapa, Chimaltenango, Guatemala, 15 de enero de 1955) es una artista maya-guatemalteca. Conocida por crear una comunidad de mujeres mayas tz'uthiles artistas llamada Pintores Surrealistas Kaqchikel. Sus obras se han expuesto en Ottawa, Canadá; San Francisco, Los Ángeles, Chicago, Washington D.C. en Estados Unidos y en el Northern Alps Art Festival de Japón.

## Biografía
Paula es una artista maya-guatemalteca que, desde corta edad sintió afinidad por el dibujo y la pintura, pese a que nació y creció en una comunidad en donde las mujeres no podrían desempeñar actividades artísticas, recuerda que su padre le regaló el primer cuaderno y un lápiz antes de iniciar la escuela.

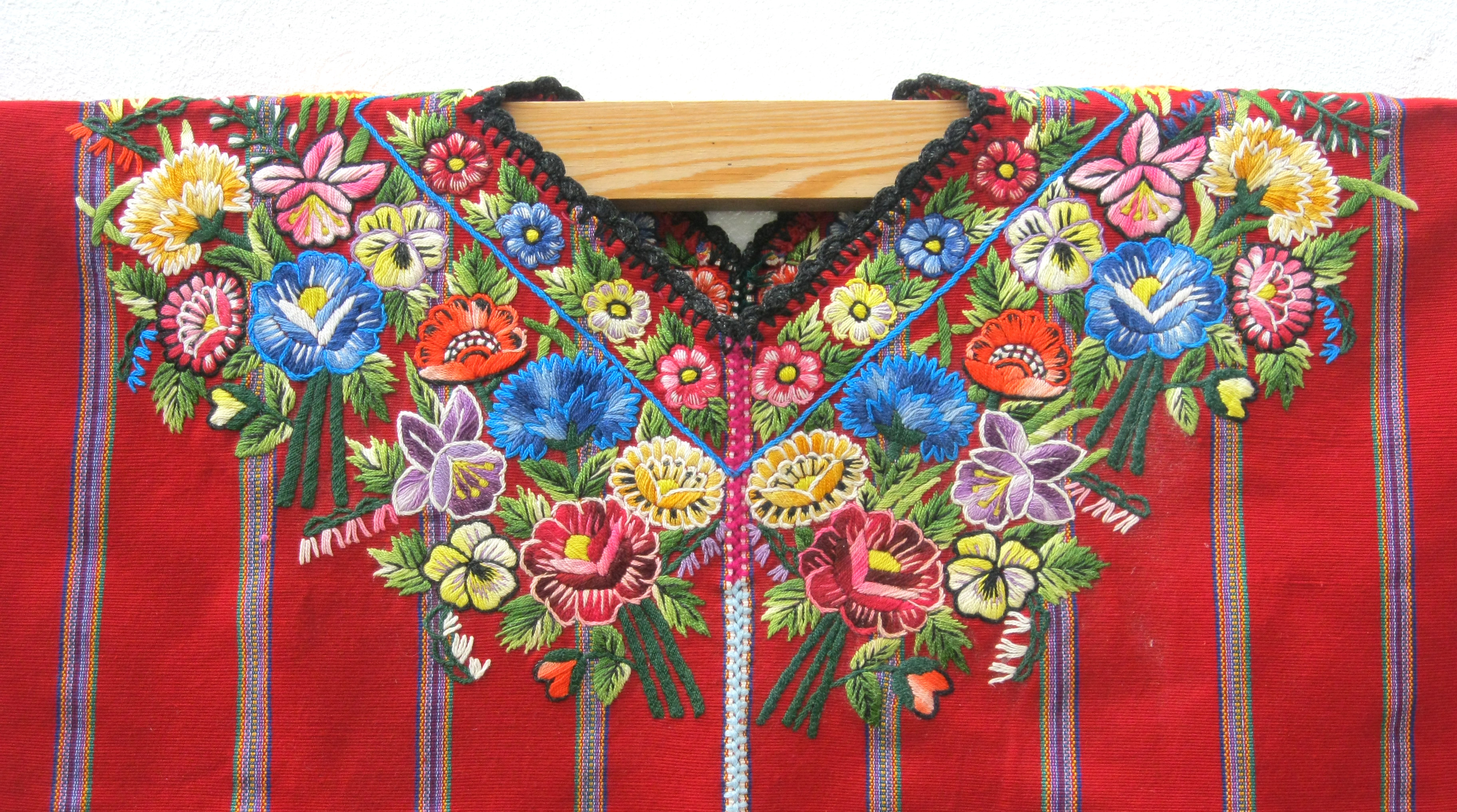
Huipil de Solola, Guatemala

A los12 años, ingresó a MAIA, una asociación liderada por mujeres Indígenas para jóvenes Indígenas en donde, la artista descubrió y desarrollo sus habilidades artísticas. Antes de dedicarse a la pintura, Nicho tejía, que es otra forma tradicional de arte maya, sobre todo desempeñada por mujeres, y que, a través de esta actividad se ha conservado el vestido cultural, los símbolos, las narrativas culturales, tradiciones que son emblemáticos de indigenismo regional.

## Obras artísticas
El trabajo de la artista proviene tanto de su cultura contemporánea como de su ascendencia, pues su abuelo Francisco Cumez, quien era escultor, la motivó para desarrollar sus habilidades artísticas.
En las obras de la pintora se pueden observar mundos surreales en los que aborda la naturaleza, la cosmovisión maya kakchiquel y el poder de la mujer. Muchos ven sus obras como un reflejo del arte naif (arte nativo).
Sus obras son óleos sobre lienzo, pero también incluyen tejidos en ellas, que se convierten en los sujetos de las mismas.
Entre sus pinturas más destacadas se encuentran:
- Proceso y Visión de los Acuerdos de Paz (2007) que representa a la diosa Ixchel.

- El Principio de Una Nueva Era (2012) que representa el final del ciclo indígena Baktun.
- Corazón del Maíz (2004) que es un óleo sobre madera.
- Mi segunda Piel, que es una serie de dos pinturas, una realizada en 2002 y otra realizada en 2004.
- La Madre Naturaleza (1995), Canto a la Naturaleza y Nuestro Madre Tierra son obras en la que el uso de tejidos con las montañas sustituidas como huipiles, está presente como motivo de autoría de Paula y propiedad femenina.

## Activismo en el arte
Cumez ha aportado en la visibilidad de las narrativas indígenas; sobre todo, en la investigación de modelos de tutoría con el objetivo de reestructurar la forma en que se enseña el arte en la actualidad. 
Además, ha enfatizado en la importancia del arte indígena maya en la Historia del Arte. También, la artista ha trabajado con docentes y estudiantes repensando la forma en que se crea y utiliza el arte como una forma de liberación y de crear comunidad. 
También ha analizado cómo la implementación del arte y la educación en justicia social en el aula modifican el comportamiento y dinámicas de las y los estudiantes. Desde que Paula inició su carrera ha considerado el arte como un amigo, un mundo, un arma política y una puerta para dejar salir lo que guardamos dentro de nosotras mismas.

## Reconocimientos
- Mérito Mujer y Café de la Fundación Rozas Botrán.[12]
- Ha sido ganadora del Glifo de Jade en la XII Bienal de Arte Paiz.
- Fue condecorada por la Orden Nacional de Patrimonio Cultural de Guatemala.
- Ha recibido una Mención Honorífica en el IV Certamen de Arte por la Paz.

## Cortometraje
Ana Carlos, documentalista, productora y directora de cine guatemalteca, realizó en 2012, el cortometraje Del Azul al Cielo, que trata sobre los antecedentes de Paula Nicho Cumez.